# Palacio de los Deportes de Riazor
El Palacio de los Deportes de Riazor (en gallego: Pazo dos Deportes de Riazor) es un recinto deportivo cubierto, propiedad del Ayuntamiento de La Coruña, donde disputan sus partidos oficiales diversos equipos de la ciudad, entre ellos el Club Basquet Coruña y el Hockey Club Liceo. Está ubicado en la ciudad herculina, en el complejo deportivo que alberga al Estadio Municipal de Riazor.

## Historia
La construcción del pabellón comenzó en noviembre de 1968, sobre una superficie de 5.840 m², bajo la dirección del arquitecto municipal Santiago Rey Pedreira. Fue finalmente inaugurado el 1 de agosto de 1970, en un partido que enfrentó a la selección española de hockey sobre patines contra un combinado de jugadores del resto del mundo, y que venció la anfitriona por 4-2. En sus cuarenta años de vida, el Palacio ha albergado en dos ocasiones el Mundial de hockey sobre patines (1972 y 1988), una vez el Campeonato europeo de hockey sobre patines (2018), en otras dos ocasiones (1972 y 1989) la final de la Copa del Generalísimo/Copa del Rey de Baloncesto, así como otras grandes competiciones deportivas.
El 25 y 26 de septiembre de 1982 se funda el Bloque Nacionalista Galego (BNG) en el Palacio de los Deportes de Riazor.
La cancha es de parqué, y está rodeada de una pista sintética de cuatro calles para la práctica del atletismo. Cuenta, además, con tres gimnasios y nueve vestuarios, y con un aforo de 4.425 espectadores. El edificio fue remodelado en 2011, con una inversión de 2,4 millones de euros.
Además de ser la sede habitual del Hockey Club Liceo, otros equipos, como el Basquet Coruña, juegan también sus encuentros como locales en estas instalaciones. Es, además, empleado como escenario para otras competiciones deportivas, como boxeo o esgrima.